# Гирак Андрій Миколайович
Андрі́й Микола́йович Гирак (* 1980) — український анестезіолог, заслужений лікар України.

## З життєпису
Народився 1980 року у Рівному. Закінчив Тернопільську державну медичну академію за спеціалізацією «лікувальна справа». Від 2003 року проходив інтернатуру в міській лікарні.
З 2005 року працює на посаді лікаря-анестезіолога. Здобув вищі категорії по анестезіології (2019) та організації управління охорони здоров'я.
Станом на 2021 рік заіймає посаду лікаря-анестезіолога палати реанімації та інтенсивної терапії Рівненського обласного нейрохірургічного відділення.

## Нагороди та відзнаки
- Заслужений лікар України[1]